# Cacharel
Cacharel — французький дім моди. Спеціалізується на виробництві одягу прет-а-порте, взуття, аксесуарів і парфумерії.

## Парфюмерія Cacharel
Парфуми Cacharel з'явилися на світ в 1978 році з виходом першого аромату Cacharel Anais Anais. Всього в даний час існує 30 ароматів від Cacharel.

## Жіночі аромати
Асортимент жіночої парфумерії Cacharel складається з 22 найменувань. Найпопулярніші з них:
- Amor Amor
- Anais Anais
- Scarlett
- Liberte
- Eden
- Noa

## Чоловічі аромати
Асортимент чоловічої парфумерії Cacharel складається з 8 найменувань. Найпопулярніші з них:
- Cacharel pour L'Homme
- Amor Pour Homme
- Amor pour Homme Sunshine